# Myia (cràter)
Myia és un cràter amb coordenades planetocèntriques de -50.24 ° de latitud nord i 256.73 ° de longitud est, sobre la superfície de l'asteroide del cinturó principal (4) Vesta. Fa 2.59 km de diàmetre. El nom adoptat com a oficial per la UAI el 21 de novembre de 2012. fa referència a Mia filla de Pitàgores i Teano, esposa de Miló de Crotona.